# 대한민국 표준어
대한민국의 표준어(大韓民國의 標準語, 영어: South Korean standard language)는 대한민국에서 표준으로 사용되는 한국어이다. '사람들이 두루 쓰는 현대 서울말'로 정함을 원칙으로 한다. 따라서 경기 방언과 표준어는 100% 일치하지 않는다. 표준어 정책은 대한민국 문화체육관광부 소속 국립국어원이 관리하고 있다. 표준어는 입말로서의 한국어에 대한 규정이고 한국어를 글로 적을 때 따르는 한글 맞춤법 규정을 따른다. 이 두가지는 1933년 처음으로 제정될 때부터 불가분의 관계이다. 현재의 규정은 1988년 1월 9일 문교부고시 제88-2호로 고시되었다.

## 표준어에 대한 위헌 확인 소송
헌법재판소 전원재판부는 2009년 5월 28일 표준어 규정 제1조 제1항 등에 대한 위헌확인 사건 중 표준어 규정(1988. 1. 19. 문교부 고시 제88-2호) 제1부 제1장 제1항 등 부분은 심판청구를 각하하고(전원일치), 공공기관의 공문서를 표준어 규정에 맞추어 작성하도록 한 구 국어기본법 제14조 제1항 부분, 교과용 도서를 편찬하거나 검정 또는 인정하는 경우 표준어 규정을 준수하도록 하고 있는 구 국어기본법 제18조 부분은 심판청구를 기각한다(7:2, 2인 재판관의 위헌 취지의 반대의견)는 결정을 선고하였다.
표준어 규정에 대한 부분은 청구인들의 법적 지위에 영향을 미친다고 인정하기 어렵기 때문에 전원일치로 부적법 각하되었다.
이 사건 법률조항에 의하여 강제되는 표준어 규정의 범위는 공문서의 작성과 교과서의 제작이라고 하는 공적 언어생활의 최소한의 범위를 규율하는 것이므로 개인적인 차원에서 사용하는 표현으로서 일상생활의 사적인 언어생활은 아무런 제한을 받지 않는 점.
공적 언어의 기준으로 표준어를 형성하기 위하여 국가가 공권력을 통하여 개입할 필요가 있는 가에 대해서는 역사적으로 우리나라는 한문과 일본어로 공교육과 행정언어가 이루어졌으며, 불과 60여년의 짧은 기간 동안 표준어를 형성해 온 현실 속에서 표준어를 확립하는 것은 우리의 국어 및 문화의 정체성을 지켜내는 의미를 갖게 되었던 점.
공문서의 작성에 관하여는 공문서에 사용되는 국어가 표준어로 통일되지 않는 경우 의사소통상 혼란을 가져올 수 있다는 점에서 필요불가결한 규율이라는 점.
교과용 도서의 경우 각기 다른 지방의 교과서를 각기 다른 지역의 방언으로 제작할 경우 각 지역의 방언을 사용하는 학생들은 표준어를 체계적으로 배울 기회를 상실하게 되고, 이는 국가 공동체 구성원의 원활한 의사소통에 적지 않은 영향을 미칠 것이기에 공익을 위하여 필요불가결한 규율이라는 점 등 때문에 기각되었다.

## 같이 보기
- 문화어 - 조선민주주의인민공화국의 표준어
- 한국어의 남북 간 차이
- 한국어의 방언
- 국립국어원
- 맞춤법
- 한글 맞춤법
  - 띄어쓰기
  - 문장부호
- 표준어
- 표준어 규정
  - 표준어 사정 원칙
  - 표준 발음법
- 외래어 표기법
- 로마자 표기법
  - 한국어 로마자 표기법